# Braun Möbel-Center
Braun Möbel-Center, kurz BMC, ist ein Möbelhändler mit Sitz im baden-württembergischen Reutlingen, der zehn Einrichtungshäuser im Südwesten Deutschlands (neun in Baden-Württemberg, eines im Saarland) betreibt.

## Geschichte
Das Unternehmen wurde 1966 in Tübingen gegründet. Sukzessive wurden mehrere Einrichtungshäuser in Baden-Württemberg eröffnet, zudem wurden bestehende Einrichtungshäuser erworben und in eigene Filialen umgewandelt. 2012 erzielte das Unternehmen einen Umsatz von 220 Mio. Euro.

### Standorte
Im Gründungsjahr 1966 eröffneten die ersten Filialen in Freudenstadt und Jettenburg. Es folgte 1969 Bad Dürrheim. 1973 wurde durch die Übernahme von Möbel-Merk in Konstanz erstmals ein Möbelhaus in das Unternehmen integriert, sowie 1983 durch Übernahme von Möbelland eine Filiale in Homburg und 1991 durch Übernahme von Möbel-Veeser eine Filiale in Singen (Hohentwiel) geschaffen. Es folgte 1996 die Neueröffnung in Reutlingen sowie 2001 die Übernahme von Möbelhaus Staud in Bad Saulgau. Zuletzt wurden 2004 in Freiburg im Breisgau und 2016 in Offenburg neue Filialen eröffnet.